# Titanophilus hasei
Titanophilus hasei är en mångfotingart som först beskrevs av Karl Wilhelm Verhoeff 1938.  Titanophilus hasei ingår i släktet Titanophilus och familjen kamjordkrypare.
Artens utbredningsområde är Venezuela. Inga underarter finns listade i Catalogue of Life.